# ترسا (مجموعه تلویزیونی)
تِرِسا (به انگلیسی: Teresa) مجموعه‌ای تلویزیونی ساختهٔ سال ۲۰۱۰ با هنرمندی آنجلیکا بویر، آرون دیاز و سباستین رولی است که از از شبکهٔ فارسی۱ پخش شد. این سریال بازآفرینی مجموعه‌ای به همین نام در سال ۱۹۶۹ است. آنجلیکا بویر با بازی در نقش ترسا، برندهٔ جایزهٔ Premios TVyNovelas در بخش بهترین بازیگر نقش اول زن شد.

## داستان
ترسا دختر باهوش و خوش‌قیافه‌ای است که در خانوادهٔ فقیری به دنیا آمده و این موضوع او را به شدت ناراحت می‌کند. او تصمیم می‌گیرد تا خود را از این وضعیت بغرنج بیرون بیاورد. ابتدا با پائولا پسر پولدار مدرسه آشنا می‌شود و رابطه‌ای را با او آغاز می‌کند؛ اما او را فریب می‌دهد و خود را از خانوادهٔ سطح بالایی معرفی می‌کند. پائولا به این موضوع پی می‌برد و از ترسا جدا می‌شود. پس از این اتفاق، او با عشق زندگی‌اش، ماریانو که از بچگی در همان خانه‌های اجاره‌ای با ترسا بزرگ شده‌است، رابطه‌ای را شروع می‌کند. آنها دلبستهٔ هم می‌شوند و سه سال نامزد می‌مانند. در این حین ترسا در رشتهٔ حقوق پذیرفته می‌شود و استاد دانشگاهش، آرتورو، با دیدن وضعیت مالی او حاضر به پرداخت شهریه به شرط کار کردنش در دفتر وکالت خود می‌شود. این کار کردن‌ها و رفت‌وآمدها باعث شیفتگی آرتورو به ترسا می‌شود و به او پیشنهاد ازدواج می‌دهد. ترسا که آرزوی زندگی در خانه‌های اشرافی و پولدار شدن را دارد ماریانو را کنار می‌گذارد و با آرتورو ازدواج می‌کند و اتفاق‌های دیگری برایش رخ می‌دهد. 

## پخش
کشورهایی نظیر آرژانتین، رومانی، آمریکا، لهستان، اسلواکی و کشورهای عربی حق پخش این سریال را خریدند و آن را به نمایش گذاشتند.

### پخش فارسی
شبکهٔ فارسی۱ پخش اصلی سریال را از اکتبر ۲۰۱۱ تا مه ۲۰۱۲ شنبه‌ها تا چهارشنبه‌ها ساعت ۱۹:۰۰ آغاز کرد.